# 西久保 (東京都港区)
西久保(にしのくぼ、にしくぼ)は東京都港区にあった地名。およそ現在の虎ノ門二～五丁目に当たる。愛宕山西側に沿って窪地を形成する。

## 沿革
江戸時代以前の状況は不明である。後の西久保城山町は熊谷直実砦跡と伝えられるが、定かではない。

### 江戸時代
江戸時代初期より大部分が武家地となっていたが、現在の桜田通り沿いを中心に町屋も成立していた。
- 西之久保町（西久保城山町） - 明暦3年（1657年）の明暦の大火後北条氏利屋敷となり消滅、その後町民は寛文2年（1662年）多摩郡牟礼村（三鷹市牟礼）にて新田開発を命じられ、後に西久保村と称した。現在の武蔵野市西久保である。
- 西久保新下谷町 - 元禄11年（1698年）下谷町一丁目西側の代地として西久保下谷代地が成立、後西久保牧野伊予守立跡下谷代地、元禄12年（1699年）10月西久保新下谷町と改称
- 西久保車坂町 - 同様に下谷車坂町代地として成立、西久保牧野伊予守立跡車坂町、西久保新車坂町、明和年間西久保車坂町と改称
- 西久保同朋町 - 元禄12年（1699年）5月秋山重兵衛上り屋敷跡に同朋衆4名の拝領町屋敷として成立
- 西久保普門院門前 - 元文2年（1737年）5月成立、慶応4年（1868年）西久保八幡門前と改称
- 西久保大養寺門前 - 大養寺は田地を築き立て、現在地に1611年（慶長16年）に開創されたが、江戸町奉行支配の門前が形成された年月は不明。境内のうち776坪余が町家であった。1821年（文政11年）の総家数は52軒で、うち家主11・地借[1]４・店借[2]31・空家６（文政町方書上）[3]。

なお、正式には西久保を冠さないが西久保にあった町として以下がある。
- 神谷町 - 元禄9年（1696年）まで西久保田町と称していた。
- 葺手町 - 元禄4年（1691年）幸橋御門外から移転、多く西久保が冠されるが正式には改称していない。
- 天徳寺門前町 - しばしば西久保が冠される。
- 芝富山町 - 享保6年（1721年）増上寺西側から一部が移転した。西久保同朋町の向かいにあり、同町との間は西久保広小路と呼ばれた。

### 明治時代
慶応年間より武家地が解体して町が起立、既存の町も以下のように再編された。
- 西久保明船町 - 慶応3年（1867年）旧武家地に明石町、船松町二丁目が移転、後芝車町、芝伊皿子七軒町、三田功雲寺門前、三田台町一丁目も代地を与えられ、明治2年（1869年）これらが合併して成立
- 西久保八幡町 - 明治2年（1869年）西久保八幡門前、西久保大養寺門前が合併して成立
- 西久保巴町 - 明治2年（1869年）西久保新下谷町・西久保車坂町、天徳寺門前町内里俗表門前町、裏門前町が合併して成立、明治5年（1872年）石見浜田藩越智松平家上屋敷、天徳寺を合併
- 西久保広町 - 明治2年（1869年）芝富山町、芝青松寺門前、芝青竜寺門前、芝青竜寺門前代地、芝光円寺門前、西久保同朋町、北新門前町、天徳寺門前町内里俗広小路門前町が合併して成立、明治5年（1872年）青竜寺、光円寺等寺地を合併
- 西久保桜川町 - 明治5年（1872年）旧武家地に成立
- 西久保城山町 - 明治5年（1872年）旧武家地に2世紀余ぶりに成立
- 葺手町 - 明治5年（1872年）松平家永預地、上野沼田藩土岐家上屋敷等武家地を合併

以降戦後まで町域は変更されなかった。

### 戦後
芝区が赤坂区、麻布区と合併して港区となると、西久保地域も西久保の前に旧区名芝を冠称した。
昭和52年（1977年）、住居表示により西久保を冠する全町は虎ノ門に含まれることとなり、西久保の名は住所から姿を消した。また、日常生活では最寄りの神谷町駅から旧西久保地域全体が神谷町と呼ばれることが多く、以降西久保の名は急速に忘れ去られた。地域内の八幡神社を西久保八幡ともいい、菊地寛実記念智美術館の入居する建物を西久保ビルと称する外、西久保の名を留めるものはほとんど見当たらない。